# Schrankia heterocarpa
Schrankia heterocarpa är en ärtväxtart som beskrevs av Paul Carpenter Standley. Schrankia heterocarpa ingår i släktet Schrankia och familjen ärtväxter. Inga underarter finns listade i Catalogue of Life.